# Stazione meteorologica di Montalbano Jonico
La stazione meteorologica di Montalbano Jonico è la stazione meteorologica di riferimento relativa alla località di Montalbano Jonico.

## Coordinate geografiche
La stazione meteorologica è situata nell'Italia meridionale, in Basilicata, in provincia di Matera, nel comune di Montalbano Jonico, a 292 metri s.l.m. e alle coordinate geografiche 40°17′N 16°34′E.

## Dati climatologici
Secondo i dati medi del trentennio 1961-1990, la temperatura media del mese più freddo, gennaio, si attesta a +7,4 °C, mentre quella del mese più caldo, agosto, è di +25,5 °C .
| Montalbano Jonico  | Mesi | Mesi | Mesi | Mesi | Mesi | Mesi | Mesi | Mesi | Mesi | Mesi | Mesi | Mesi | Stagioni | Stagioni | Stagioni | Stagioni | Anno |
| Montalbano Jonico  | Gen  | Feb  | Mar  | Apr  | Mag  | Giu  | Lug  | Ago  | Set  | Ott  | Nov  | Dic  | Inv      | Pri      | Est      | Aut      | Anno |
| ------------------ | ---- | ---- | ---- | ---- | ---- | ---- | ---- | ---- | ---- | ---- | ---- | ---- | -------- | -------- | -------- | -------- | ---- |
| T. max. media (°C) | 9,1  | 10,3 | 12,7 | 16,1 | 21,1 | 25,5 | 29,6 | 30,7 | 26,4 | 21,1 | 15,3 | 11,2 | 10,2     | 16,6     | 28,6     | 20,9     | 19,1 |
| T. media (°C)      | 7,4  | 8,1  | 10,2 | 13,2 | 17,7 | 21,5 | 25,3 | 25,5 | 21,8 | 17,4 | 13,0 | 9,2  | 8,2      | 13,7     | 24,1     | 17,4     | 15,9 |
| T. min. media (°C) | 1,6  | 2,0  | 3,7  | 8,2  | 11,3 | 15,6 | 19,0 | 19,2 | 16,2 | 12,6 | 7,7  | 4,2  | 2,6      | 7,7      | 17,9     | 12,2     | 10,1 |